# Passspiel (American Football)

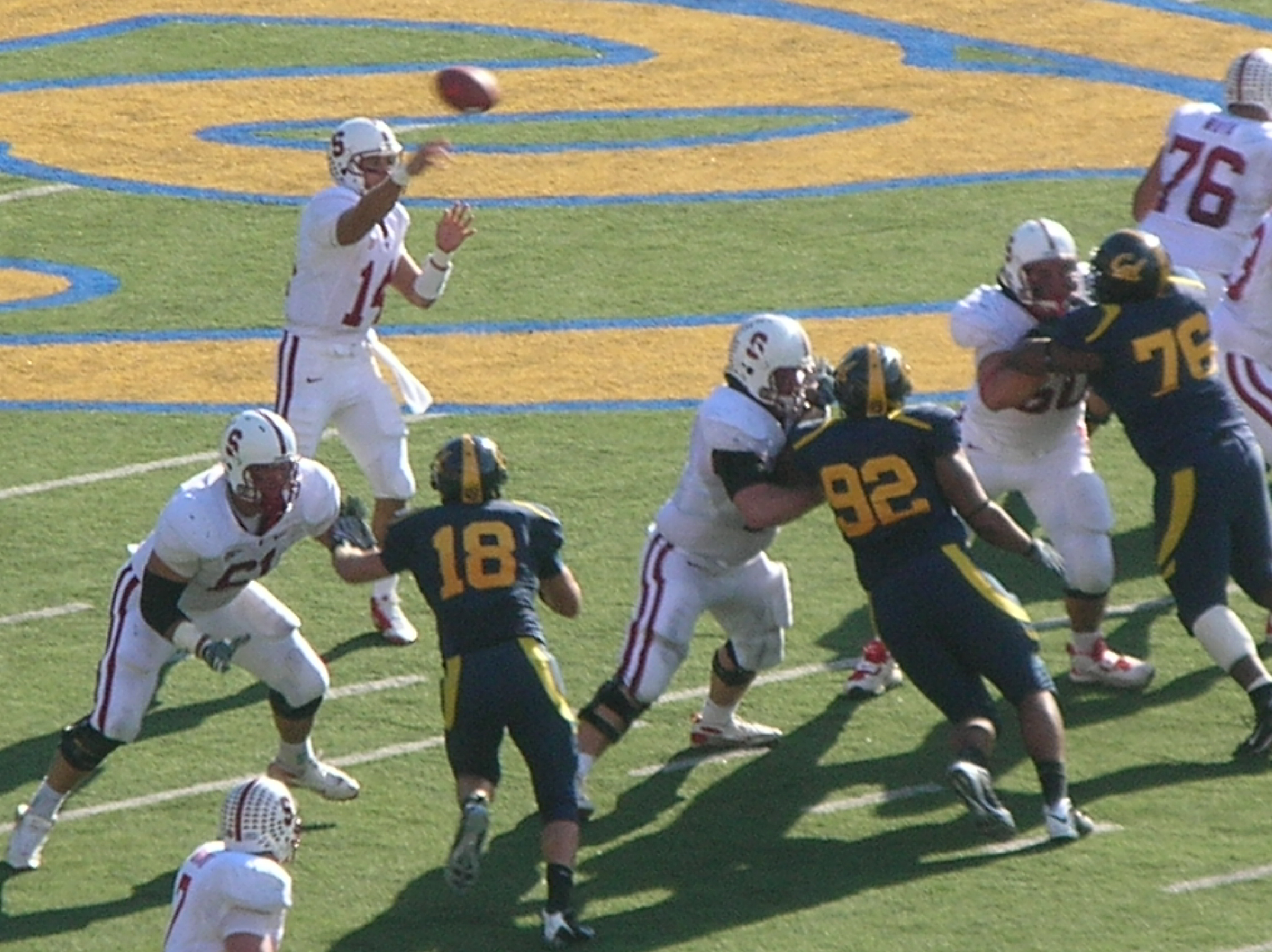
Der Quarterback (14) in der Pocket beim Passen. Vor ihm seine Offensive Line, die die Spieler der Defense blockt

Das Passspiel, englisch auch Passing Play, ist eine Möglichkeit zum Raumgewinn im American Football.
Bei einem Passspiel laufen die potentiellen Passempfänger, beispielsweise Wide Receiver oder Tight Ends, eine vorher festgelegte Passroute und versuchen dabei, sich von ihren Gegenspielern, meist Cornerbacks, freizulaufen. Der Quarterback bewegt sich nach der Ballübergabe an ihn (dem Snap) einige Schritte rückwärts, weg von der Line of Scrimmage (der Drop Back). Dann wirft er zu einem Passempfänger oder läuft selbst, wenn kein Receiver frei steht. Der Empfänger des Passes ist in Amateurligen und vor allem Jugendligen oft vom Trainer vorgegeben, in höheren Ligen entscheidet der Quarterback selbst, wem er den Ball zuwirft. Fängt der Receiver den Ball nicht, ist der Pass incomplete (unvollständig), sobald der Ball den Boden berührt. Lässt der Empfänger den Ball fallen, bevor er ihn unter Kontrolle hat, ist das ein Drop (fallengelassener Ball), wenn er ihn schon unter Kontrolle hatte ein Fumble und der Ball ist für beide Mannschaften aufnehmbar. Gelingt es einem Cornerback oder einem anderen Verteidiger den Ball abzufangen, nennt man das eine Interception. Pro Spielzug ist maximal ein Pass in Richtung der gegnerischen Endzone (Vorwärtspass) erlaubt. Passspiele auf gleicher Höhe oder in den Rückraum (Lateralpass) sind während eines Spielzugs hingegen beliebig oft möglich.
Das Passspiel ist unsicherer als das Laufspiel, weil nicht jeder Pass vollständig ist, was bei einer normalen Ballübergabe an den Runningback nicht der Fall ist. Vollständige Pässe bringen jedoch meist mehr Raumgewinn als ein Lauf.

## Passrouten

Die gängigsten Passrouten

Im Laufe der Zeit haben sich viele Passrouten entwickelt, dies sind die am häufigsten benutzten:
- Go/Fly: einfach geradeaus
- Fade: fast wie eine Go-Route, nur dass der Wide Receiver leicht nach außen 'abdriftet'
- Post: etwa 10 Yards geradeaus, dann mit einem Winkel von etwa 45° nach innen – zum Goal Post, dem Torpfosten im American Football
- Corner: wie ein Post, etwa 10 Yards geradeaus, dann mit einem Winkel von ca. 45° nach außen – zur Spielfeldecke
- Slant: Ein Schritt geradeaus, dann mit einem Knick von etwa 45° nach innen
- In/Out: 5 Yards geradeaus, dann im rechten Winkel nach innen/außen
- Curl/Hook: etwa 6 Yards geradeaus, dann eine Drehung um etwa 180° (der Pass ist während der Drehung meist schon unterwegs)
- Comeback: wie ein Hook, nur dass der Wide Receiver dem Quarterback entgegenkommt
- Flat/Flare/Wheel: den Runningbacks und Tight Ends vorbehaltene Route, die einfach nach außen aus dem Backfield führen
- Under: wie der Flat, jedoch nach innen

## Geschichte

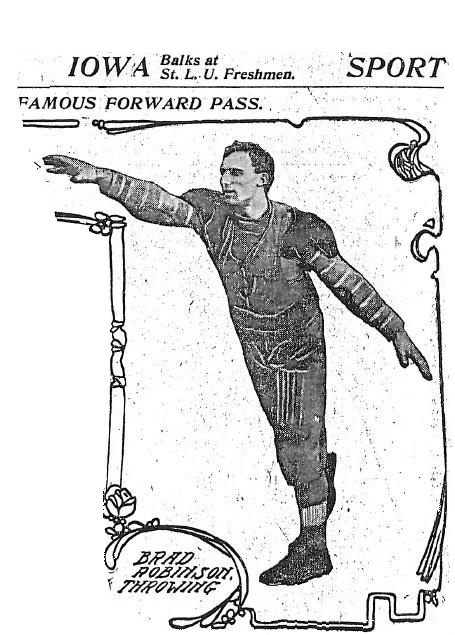
Foto von Bradybury Robinson

In dem American Football zugrunde liegenden Rugby sind ausschließlich Pässe nach hinten erlaubt. Der erste Vorwärtspass wurde 1886 bei einem Spiel der Yale University gegen die Princeton University von Walter Camp geworfen. Obwohl er damals noch illegal war, wurde er von den Schiedsrichtern anerkannt. Bis zur offiziellen Legalisierung im Jahr 1906 wurde der Vorwärtspass ab und zu angewandt, in den meisten Fällen jedoch für ungültig erklärt. Legalisiert wurde das Passspiel hauptsächlich wegen der sonst sehr blutigen Footballspiele, da die Spieler damals noch keine Ausrüstung trugen. So gab es 1905 18 Tote und 159 Schwerverletzte im Footballsport. Die Einstellung zum neuen Vorwärtspass war grundsätzlich positiv, er wurde aber als sehr unsicher und nur in Ausnahmesituationen anwendbar eingeschätzt, da die gegnerische Mannschaft bei einem unvollständigen Pass selbst den Ball übernimmt.

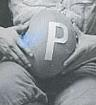
Früher Football, 1879

Der erste legale Pass wurde im selben Jahr von Bradbury Robinson geworfen. Der Quarterback der Saint Louis University (SLU) warf im Spiel gegen das Carroll College nach einem unvollständigen Pass einen vollständigen 20-Yards-Touchdown-Pass auf Jack Schneider. Auch in der weiteren Saison fingen viele weitere Universitäten damit an, Vorwärtspässe einzuführen. Trotz dieser vielen Versuche hatte die SLU unter Cheftrainer Eddie Cochems die besten Pässe und die besten Statistiken, so erreichten sie eine perfekte Saison mit einer Bilanz von elf Siegen bei keiner Niederlage. Durch die Übernahme des Systems durch das populäre Footballteam der University of Notre Dame wurde das Passspiel immer beliebter. Da der Football eher einem Rugbyball ähnelte und somit relativ ungeeignet zum Passen war, wurde seine Form bis 1912 mehrmals geändert.